# Бесс Мередит
Бесс Ме́редит (англ. Bess Merdyth), настоящее имя — Хе́лен Эли́забет МакГлэ́шен (англ. Helen Elizabeth McGlashen; 12 февраля 1890, Буффало, Нью-Йорк, США — 13 июля 1969, Лос-Анджелес, Калифорния, США) — американская сценаристка, актриса и режиссёр. Номинантка на 2 премии «Оскар» (1930) в номинации «Лучший адаптированный сценарий» за фильмы «Женщина дела» (1928) и «Женское чудо» (1929).

## Биография
Хелен Элизабет МакГлэшен родилась 12 февраля 1890 года в Буффало (штат Нью-Йорк, США).
В период своей 59-летней карьеры, длившейся в 1910—1969 года, Бесс Мередит (сценический псевдоним МакГлэшен) написала сценарий к 140 фильмам, снялась в 22-х фильмах и сняла 2 фильма.
В 1930 году Ловетт была номинирована на «Оскар» в номинации «Лучший адаптированный сценарий» за фильмы «Женщина дела» (1928) и «Женское чудо» (1929), но её обошёл немецкий сценарист Ханс Крели, получивший награду за фильм «Патриот».
Мередит была замужем 3 раза. Её первый брак с Бартоном Лесли был аннулирован; второй брак, с актёром, режиссёром и сценаристом Уилфредом Лукасом (род. 1871—ум. 1940), длился 10 лет — с 1917 года и до развода в 1927 году; третий и самый продолжительный брак, с режиссёром Майклом Кёртисом (1888—1962), длился 33 года — с 7 декабря 1929 года и до его смерти 10 апреля 1962 года от рака в 75-летнем возрасте. Своего единственного ребёнка, сына Джона Мередита Лукаса (род.01.05.1919—ум.19.10.2002), Мередит родила во втором браке с Лукасом, а позже мальчик был усыновлён её третьим супругом Кёртисом.
Мередит скончалась 13 июля 1969 года в Лос-Анджелесе (штат Калифорния, США) в 79-летнем возрасте.

## Избранная фильмография

### Сценаристка
- 1927 — Волшебное пламя / The Magic Flame
- 1928 — Женщина дела / A Woman of Affairs
- 1929 — Женское чудо / Wonder of Women
- 1933 — Забегая наперёд[англ.] / Looking Forward
- 1934 — Романы Челлини / The Affairs of Cellini